# Walter Runciman
Walter Runciman, 1:e viscount Runciman av Doxford, född 19 november 1870 i South Shields i County Durham, död 14 november 1949, var en framstående liberal och senare nationalliberal politiker i Storbritannien. Han var far till Steven Runciman.

## Biografi
Runciman var son till skeppsredaren Walter Runciman, 1:e baron Runciman. Han studerade på Trinity College i Cambridge, där han tog masterexamen 1895.
Runciman valdes som parlamentsledamot (MP) för Oldham 1899, och besegrade då de konservativa kandidaterna, James Mawdsley och Winston Churchill. Han behöll sitt säte i parlamentet, för olika valkretsar från tid till tid, fram till 1937.
Runciman var minister vid flera tillfällen under åren 1899 till 1937. Han stödde Chamberlains eftergiftspolitik mot tyskarna och var 1938 medlare mellan tjecker och sudettyskar i Tjeckoslovakien då han försökte förmå tjeckerna till eftergifter. I oktober 1938, efter avtalet i München, ombildade Chamberlain sitt kabinett och utsåg då Runciman till Lord President of the Council, en post han innehade fram till andra världskrigets utbrott.